# San Pablo (stacja metra)
San Pablo – stacja linii 1 i 5 metra w Santiago położona w dzielnicy Lo Prado. Otwarta 15 września 1975 roku jako część inauguracyjnego odcinka linii między stacjami San Pablo i La Moneda. Stacja linii 5 została otwarta w dniu 12 stycznia 2010 roku w ramach przedłużenia linii od stacji Quinta Normal do stacji Pudahuel.